# Drakkar Noir
Drakkar Noir é uma fragrância masculina da marca Guy Laroche criada pelo famoso perfumista Pierre Wargnye. A fragrância foi lançada em 1982. Em 1985 venceu o FiFi Award como a "Fragrância Masculina de Maior Sucesso" e em 2010 o Canadian Fragrance Awards "hall of fame awards - men's". Em 1991 foi a mais vendida fragrancia no mundo. O nome francês é pronunciado "Dra-CAR", com mais força na segunda sílaba, e "NOAR".

## Detalhes do produto

### Nome
Enquanto o New York Times diz que o nome deriva de um navio Viking, Ron Beasley e Marcel Danesi dizem que o nome possui relação com o "Dracula". 

### Fórmula
A fragrância é um fougère aromático, com notas de saida de Bergamota, Alecrim, Lavanda, notas de corpo de Cardamomo, Canela e Coriandro, e notas de fundo de Vetiver, Cedro e Fir Balsâmico.  As notas de saida também incluem o dihydromyrcenol, um ingrediente abstrato com um caráter fresco/cítrico, típico das fragrâncias da família fougère.
"Eu realmente acredito que o segredo por trás desta fragrância é a emoção da construção dela, assim como o poder que flui da mesma. Ainda nos dias de hoje ela fica moderna, dado o contraste atemporal e ao poder da sensualidade masculina." Pierre Wargnye - perfumista, criador de Drakkar Noir.

### Propaganda
O primeiro anúncio mostrava um close de duas mãos segurando a fragrância, uma de um homem e a outra de uma mulher.
De 1986 até 1991, foi exibido um comercial apresentando um atleta jovem, fazendo varias atividades e frequentando baladas.
De 1991 até 1993 o comercial de TV mostrava a história de um boxeador e sua namorada, interpretada pela super modelo Stephanie Seymour. A versão impressa da campanha foi fotografada por Herb Ritts.
Em 1994 estreou um comercial marcante filmado pelo cobiçado diretor Jean-Baptiste Mondino idealizando um rock star entre um grupo de mulheres fora de controle.
Em 2013, a marca anunciou em comemoração aos 30 anos do perfume uma parceria inedita com o atleta brasileiro Neymar Jr fotografado mais uma vez por o fotografo Francês Jean-Baptiste Mondino, a favor da inclusão social através do esporte. 

### Marketing
Em 1993, Guy Laroche ofereceu um CD promocional intitulado "O Melhor do Rock" para cada compra de Drakkar Noir. O CD trazia faixas de Jimi Hendrix, Rod Stewart e outros. 